# Gemina
GEMINA (GEnerale Mobiliare INteressenze Azionarie, in precedenza nota come Compagnia Generale Alimentare) è stata una holding di partecipazioni quotata alla borsa valori di Milano.

## Storia
Nel 1961 viene costituita la Compagnia Generale Alimentare Srl per svolgere l'attività di holding nel settore alimentare.
Durante gli anni settanta, assume la denominazione Gemina (GEnerale Mobiliare INteressenze Azionarie), e inizia ad esercitare l'attività di holding di partecipazioni industriali. 
Nel 1981 viene quotata alla Borsa di Milano e negli anni ottanta entra nei settori finanziari e merchant banking. Dal 1996 le attività nel settore finanziario vengono progressivamente dismesse.
Nel marzo 1997 avviene la scissione parziale di GEMINA, mediante la costituzione della società HdP, in cui vengono conferite le partecipazioni nelle società industriali in portafoglio.
Nell'aprile 2005, GEMINA cede una quota di Impregilo a Igli. Nel novembre 2006 GEMINA cede il rimanente della partecipazione, 11,83%, in Impregilo a Igli.
Nell'aprile 2007, GEMINA vende la sua quota (9,9%) di Servizio Titoli SpA a Borsa Italiana, insieme agli altri soci fondatori della società fondata nel 1994: Byte Software House SpA (50,5%), Business Solutions SpA (Fiat (27,2%), manterrà un 10%), Pirelli SpA (12,4%).
Nel luglio 2007, Gemina esce da Rcs MediaGroup vendendo la sua quota, circa l'1%, ad altri membri del patto di sindacato di RCS. Nel settembre 2007, i Benetton acquistano 31,5% di Infrastrutture e Sviluppo in mano al fondo di private equity Clessidra.
Già controllata da Sintonia (famiglia Benetton), il 1º dicembre 2013 si fonde con Atlantia (gruppo Sintonia) venendo così il giorno successivo revocata dalla quotazione alla Borsa di Milano.

## Ex partecipazioni
- 100% di Elilario Italia SpA (servizi elicotteristici)
- 95,913% Aeroporti di Roma - ADR S.p.A.
- 45,55% di Sistemi di Energia SpA (produzione di energia elettrica e termica)
- 17,94% di Pentar SpA (sviluppo partecipazioni e servizio di consulenza)
- 0,25% di 3 Italia SpA